# Christie's

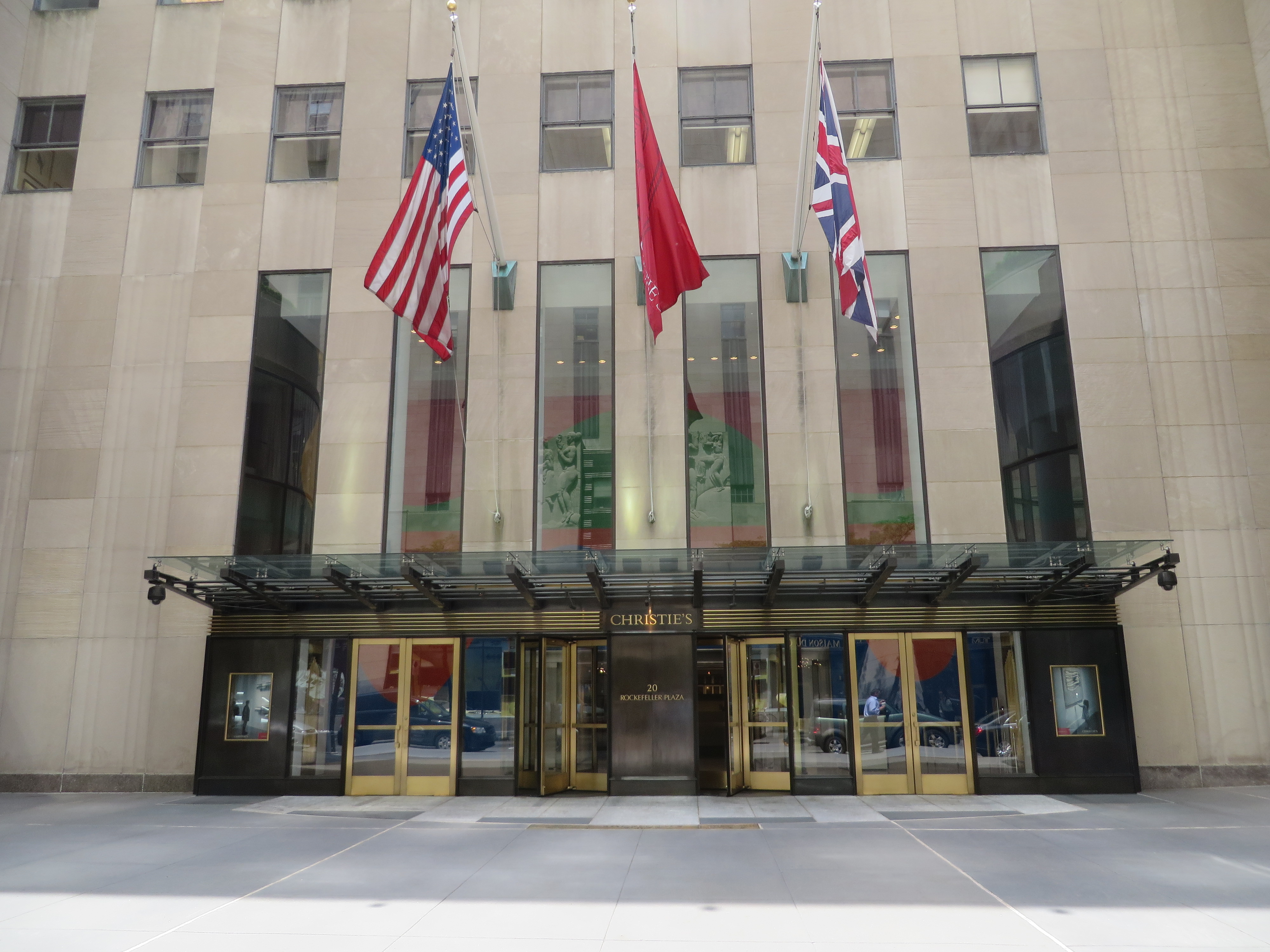
Chi nhánh Mỹ của Christie's ở Rockefeller Center, New York

Christie's là một nhà đấu giá của Anh được James Christie thành lập năm 1766. Mặt bằng chính của Christie's ở phố King, phố St. James, Luân Đôn, và Rockefeller Plaza ở thành phố New York ở Hoa Kỳ. Công ty này thuộc sở hữu của Groupe Artémis, công ty mẹ của François-Henri Pinault. Doanh thu năm 2015 đạt 4,8 tỷ bảng Anh (7,4 tỷ đô la). Hãng nổi tiếng đã bán đấu giá bức tranh với giá kỷ lục là 450 triệu đô la, Salvator Mundi.

## Lịch sử

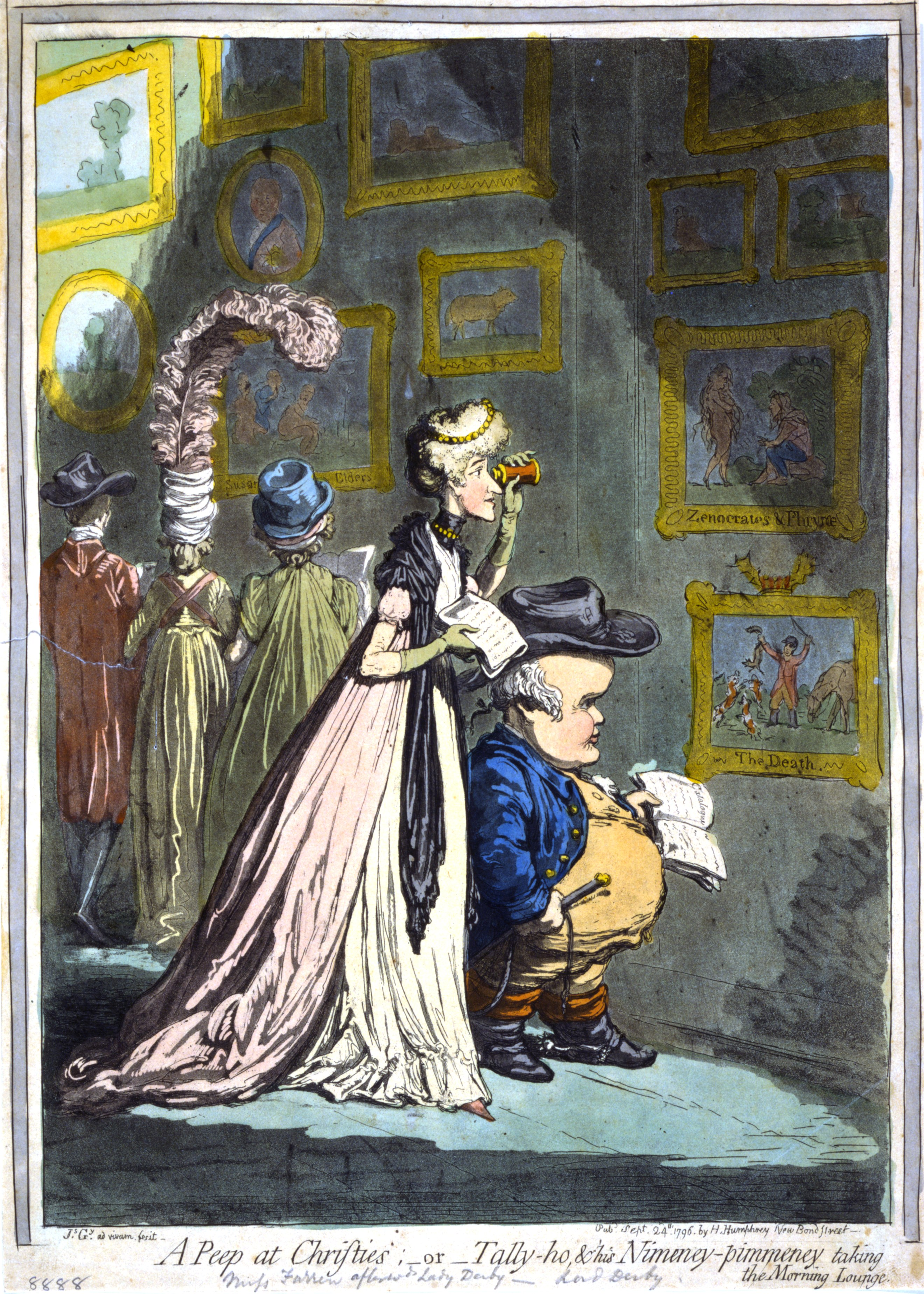
Trong phim Peep at Christies (1796), James Gillray đã làm phim hài nữ diễn viên Elizabeth Farren và người săn Lord Derby khảo sát các bức tranh phù hợp với thị hiếu và chiều cao của họ.

### Thành lập
Văn bản chính thức của công ty cho biết người sáng lập James Christie đã tiến hành cuộc bán hàng đầu tiên tại Luân Đôn, Anh vào ngày 5 tháng 12 năm 1766  và danh mục bán đấu giá sớm nhất mà công ty vẫn giữ lại là từ tháng 12 năm 1766. Tuy nhiên, các nguồn khác lưu ý rằng James Christie thuê phòng bán đấu giá từ năm 1762, và quảng cáo trên báo chí về doanh thu của Christie từ năm 1759 cũng đã được truy tìm.
Christie nhanh chóng trở thành nhà bán đấu giá hàng đầu và tận dụng vị thế mới của Luân Đôn như là trung tâm chính của thương mại quốc tế sau cuộc Cách mạng Pháp. Từ năm 1859, công ty được gọi là Christie, Manson & Woods. Năm 1958, nó thành lập văn phòng đầu tiên ở nước ngoài, bằng cách đặt một đại diện tại Rome. Phòng bán hàng ở nước ngoài đầu tiên được khai trương tại Genève, nơi Christie's tổ chức đấu giá trang sức.

### 1973-1999

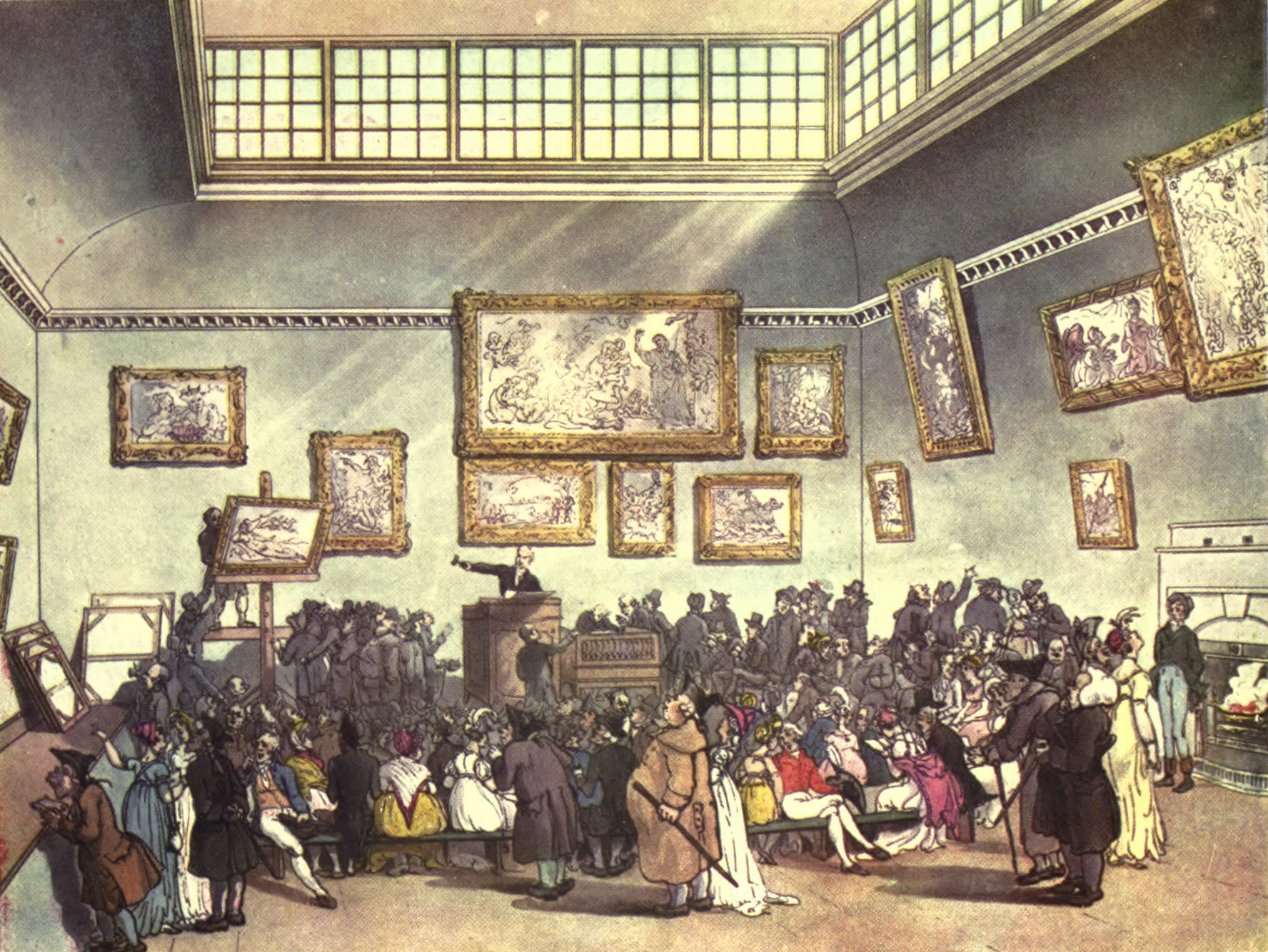
Tòa nhà mô phỏng Luân Đôn (1808), một bức tranh của phòng đấu giá Christie

Christie's là một công ty đại chúng, được niêm yết trên Sở Giao dịch Chứng khoán Luân Đôn từ năm 1973 đến năm 1999. Năm 1974, Jo Floyd được bổ nhiệm làm chủ tịch của Christie. Ông từng là chủ tịch của Công ty TNHH Quốc tế Christie. từ năm 1976 đến 1988, cho đến khi trao cho Lord Carrington, và sau đó là một thành viên không điều hành của ban giám đốc cho đến năm 1992. Công ty con Christie's International Inc của nhà bán đấu giá đã tổ chức bán lần đầu tiên tại Hoa Kỳ vào năm 1977, 13 năm sau Sotheby's. Sự phát triển của Christie đã chậm nhưng vẫn ổn định kể từ năm 1989, khi nó có 42% thị trường đấu giá.
Năm 1990, công ty đã đảo ngược một chính sách lâu dài và bảo đảm một mức giá tối thiểu cho một bộ sưu tập các tác phẩm nghệ thuật trong cuộc đấu giá vào tháng 5. Năm 1996, doanh thu của nhà bán đấu giá đã làm lu mờ Sotheby lần đầu tiên kể từ năm 1954. Tuy nhiên, lợi nhuận của nó không tăng với cùng tốc độ, từ năm 1993 đến năm 1997, lợi nhuận trước thuế hàng năm của Christie là khoảng 60 triệu USD, trong khi lợi nhuận trước thuế hàng năm của Sotheby khoảng 265 triệu USD trong những năm đó.
Năm 1993, Christie đã trả $ 10.9 triệu cho bộ sưu tập Spink & Sons của Luân Đôn, chuyên về nghệ thuật phương Đông và tranh của Anh; phòng trưng bày được điều hành như một thực thể riêng biệt từ nhà bán đấu giá. Công ty mua Leger Gallery với giá 3,3 triệu đô la vào năm 1996 và sáp nhập nó với Spink để trở thành Spink-Leger. Christie đã mua Great Estates vào năm 1995, sau đó là một mạng lưới các đại lý bất động sản lớn nhất ở Bắc Mỹ, đổi tên thành Công ty Great Estates của Christie. Để có thể cạnh tranh với Sotheby trong thị trường bất động sản,

### Vụ tiếp quản năm 1998
Tháng 12/1997, dưới sự lãnh đạo của Lord Hindlip, Christie đã tự đặt mình vào khối đấu giá, nhưng sau hai tháng đàm phán với công ty đầu tư SBC Warburg Dillon Read, nó đã không thu hút được một đề nghị đủ cao để chấp nhận. Vào tháng 5 năm 1998, công ty mẹ của Tập đoàn François Pinault, Groupe Artémis S.A., lần đầu tiên mua 29,1% cổ phần của công ty với giá 243,2 triệu đô la, và sau đó mua lại phần còn lại trong hợp đồng trị giá toàn bộ công ty ở mức 1,2 tỷ đô la [ Công ty kể từ khi không được báo cáo lợi nhuận, mặc dù nó cung cấp cho tổng số bán hàng hai lần một năm. Chính sách của nó, phù hợp với các tiêu chuẩn kế toán của Anh, là chuyển đổi các kết quả không phải của Anh bằng cách sử dụng tỷ giá trung bình được tính trọng số hàng ngày theo doanh số bán hàng trong suốt năm. Năm 2002, Christie's France tổ chức cuộc bán đấu giá đầu tiên tại Paris.
Giống như Sotheby's, Christie's ngày càng tham gia vào các giao dịch cá nhân quy mô lớn. Năm 2006, Christie đã đưa ra một khoản bảo lãnh trị giá 21 triệu USD cho Tổ chức Donald Judd Foundation và trưng bày các tác phẩm của nghệ sĩ trong 5 tuần tại một cuộc triển lãm, sau đó đã giành được giải thưởng AICA cho "Lắp đặt tốt nhất trong không gian thay thế". Năm 2007, nhà bán đấu giá đã thực hiện hợp đồng trị giá 68 triệu đô la, chuyển giao cho The Gross Clinic của Thomas Eakins (1875) từ Trường Cao đẳng Y khoa Jefferson thuộc Đại học Thomas Jefferson ở Philadelphia để cùng sở hữu Bảo tàng Nghệ thuật Philadelphia và Học viện Mỹ thuật Pennsylvania. Cùng năm đó, Haunch of Venison, một gallery nghệ thuật đương đại từ năm 2002 đã thực hiện thành công việc bán lại các tác phẩm bán chạy của các nghệ sĩ lớn như Francis Bacon, Andy Warhol và Damien Hirst từ các địa điểm ở Luân Đôn và Zürich  trở thành công ty con của Công ty trách nhiệm hữu hạn quốc tế Christie's.
Theo thỏa thuận ban đầu, phòng trưng bày là kênh cho tất cả các hoạt động kinh doanh cá nhân của Christie cũng như trọng tâm thương mại chính của nó. Ngoài ra, nhà đấu giá ban đầu thông báo rằng nhân viên của Haunch không thể chào giá tại cuộc bán đấu giá vì xung đột lợi ích hoặc các vấn đề về thao túng thị trường, nhưng sau đó đã bỏ quy tắc này. Trong khi Christie cuối cùng đã giữ lại thương hiệu và thay đổi vị trí của Haunch như một thư viện thuần túy tập trung, bất kỳ hoạt động thị trường thứ cấp nào cũng được thực hiện bởi bộ phận hậu chiến tranh và hiện đại của nhà bán đấu giá. Ngày nay, phòng trưng bày vẫn tiếp tục hoạt động như một công ty độc lập ở Luân Đôn và New York, và lại tiếp tục quản lý tất cả các hoạt động thị trường thứ cấp của chính nó.
Vào ngày 28 tháng 12 năm 2008, The Sunday Times báo cáo rằng các khoản nợ của Pinault đã khiến ông "xem xét" việc bán Christie và rằng một số "nhóm cổ phần tư nhân" được cho là quan tâm đến việc mua lại của nó. Vào tháng 1 năm 2009, Christie's đã được báo cáo là đã thuê 2.100 nhân viên trên toàn thế giới, mặc dù số lượng nhân viên và chuyên gia tư vấn chưa được xác định sẽ sớm bị cắt giảm do sự suy thoái kinh tế trên thị trường thế giới; các báo cáo sau đó nói rằng 300 việc làm sẽ bị cắt giảm. Với việc bán các tác phẩm nghệ thuật ấn tượng hàng đầu, hiện đại và hiện đại chỉ đạt 248,8 triệu đô la Mỹ so với 739 triệu đô la Mỹ chỉ một năm trước, thì một vòng cắt giảm việc làm thứ hai bắt đầu từ tháng 5 năm 2009 khi nhà đấu giá vẫn được báo cáo sử dụng 1.900 người trên toàn thế giới. Guy Bennett, đã từ chức từ nhà bán đấu giá ngay trước khi bắt đầu mùa bán hàng mùa hè năm 2009. Một trong những nhà "mưa mưa" của nhà bán đấu giá trong việc bán Nghệ thuật Hiện đại và Hiện đại, Guy Bennett, Mặc dù suy thoái kinh tế đã khuyến khích một số nhà sưu tập bán nghệ thuật nhưng những người khác thì không muốn bán trong một thị trường mà chỉ có thể mang lại giá cả mặc cả.

### Ngày nay
Vào ngày 1 tháng 1 năm 2017, Guillaume Cerutti được bổ nhiệm làm giám đốc điều hành. Patricia Barbizet được bổ nhiệm làm Giám đốc điều hành của Christie vào năm 2014, nữ CEO đầu tiên của công ty. Năm 2012, các tác phẩm Ấn tượng, thống trị thị trường trong thời kỳ bùng nổ năm 1980, đã được thay thế bởi nghệ thuật đương đại là thể loại hàng đầu của Christie. Nghệ thuật châu Á là khu vực sinh lợi nhiều thứ 3.
Trong 6 tháng đầu năm 2012, thu nhập từ việc bán đấu giá cổ điển đã giảm 413,4 triệu bảng (665 triệu USD), tăng 53% so với cùng kỳ năm ngoái; hiện nay họ chiếm hơn 18% doanh thu. Công ty đã quảng bá các sự kiện được tổ chức, tập trung vào một chủ đề hơn là phân loại nghệ thuật hoặc thời gian.
Theo một cuộc khảo sát toàn công ty vào năm 2017, Christie tuyên bố sa thải 250 nhân viên, hay 12 phần trăm tổng lực lượng lao động, chủ yếu là ở Anh và châu Âu.